# Райнгайтсґебот
Райнгайтсґебот (нім. Reinheitsgebot, дослівно «вимога до чистоти») або Німецький закон про чистоту пива — загальна назва низки законів у Німеччині й країнах колишньої Священної Римської імперії, що регламентують використання інгредієнтів у пиві. Найвідоміша версія закону була ухвалена у Баварії у 1516-му році, проте схожі норми існували й до Баварського указу, а сучасне законодавство значно відрізняється від Баварської версії 1516-го року.
Поява «законів про читоту пива» була викликана спробами витіснити більш звичне для середньовіччя «грютового пива» і грюту, за використання якого виробники змушені були сплачувати особливий податок. Подібні акти ухвалювалися не лише в Німеччині. У Франції, скажімо, будь-яке пиво, що містило інші інгредієнти, окрім води, солоду і хмелю, було заборонене вже в 1498 році.

## Баварський закон 1516 року
Найважливішим попередником сучасного Райнгайтсґебота був закон, прийнятий у герцогстві Мюнхен у 1487 році. Після того, як Баварія була возз'єднана, Мюнхенський закон був прийнятий на всій території Баварії 23 квітня 1516 року. Після об'єднання Німеччини Баварія наполягла на прийнятті цього закону на національному рівні.

### Дозволені інгредієнти
Відповідно до Баварського закону 1516 року, єдиними інгредієнтами, які могли б бути використані для виробництва пива, були вода, ячмінь і хміль. У тексті не згадуються дріжджі як інгредієнт, оскільки їх існування на той час було невідоме.
| Вода - перший дозволений інгредієнт |
| Вода                                |

| Хміль - другий дозволений інгредієнт |
| Хміль                                |

| Ячмінь - третій дозволений інгредієнт. |
| Ячмінь                                 |

### Інші норми
Закон 1516 року визначав ціну пива залежно від пори року і різновиду пива, встановлював обмеження на прибутки власників готелів і заїжджих дворів, а також визначав конфіскацію як покарання за виготовлення пива з іншими складниками.